# 갈릴레오 탐사정
갈릴레오 탐사정은 갈릴레오와 함께 목성에 가서 목성 대기권으로 진입해 목성의 대기에 대한 정보를 보낸 우주선이다. 목적은 목성 대기압 측정, 풍속 측정, 기온 측정 등을 하여 목성의 대기에 대한 자세한 정보를 알아내는 것이다. 1995년 갈릴레오와 분리되어 목성 대기권을 탐사해 목성의 대기는 탄소, 질소, 산소, 아르곤 등이 대기에 있다는 것을 알 수 있었고, 대기압은 10바 이상이라는 것도 알았다. 우주선은 약 57분 동안 데이터를 수집하고 지구로 보내다가 산화되었다.

## 역사와 제작배경
목성은 연구원들의 설문조사에서 가장 탐사하고 싶은 행성 1위로 뽑혔다. 이에 NASA는 파이오니어 10호와 11호를 목성으로 보내고 보이저 1호와 2호를 보내는 등 목성 탐사에 집중했다. 이후에도 목성은 탐사 후보 1위로 계속 뽑혔고, NASA는 플래그쉽 프로그램의 일환으로 갈릴레오 탐사정과 함께 갈릴레오를 목성으로 발사하기로 하여 갈릴레오과 함께 제작되었다.

## 과학장비
HAD:대기 분석기로, 기압과 풍속, 구성 성분 등을 분석하는 것이 목적으로, 대기를 분석할 수 있게 외부의 파이프와 HAD를 연결해 구성 성분을 분석할 수 있게 장착되었다. 이것으로 대기에 탄소, 질소, 산소, 아르곤, 메테인 등이 있다는 것을 알고, 풍속과 압력도 알게 되었다.
NMS:대기압과 동위원소 분석기로, 목성의 대기압과 동위원소를 분석하는 장비다. 이 장비로 목성의 대기압과 동위원소를 분석할 수 있었다.
ASI:대기압과 기온을 분석하는 것이 목적으로, 목성의 대기압과 기온을 밝혀내었다.
NFR:목성이 받는 태양 에너지 측정과 구름층의 고도도 함께 분석하는 것이 목적으로, 목성의 구름층 고도와 태양 에너지를 측정했다.
NEP:목성의 구름의 자세한 목적으로, 구름의 구성 성분, 구름의 압력 등을 측정했다.
LRD:목성의 번개와 천둥 소리, 주변 소리 등을 녹음하고 분석하는 것이 목적으로, 여러 소리를 녹음하였다.
EPI:입자를 분석하는 것이 목적으로, 목성 대기권에서 4개의 입자를 분석하였다.

## 발사
1989년 12월 8일, 케네디 우주센터에서 애틀랜티스에 실린 채로 발사되었으며, 우주로 간 후에 애틀랜티스에서 발사되었다.

## 추락
탐사정은 1995년 갈릴레오와 분리되어 목성의 대기권으로 떨어졌다. 떨어지면서 계속 목성 대기압, 구성 성분, 기류의 흐름 등을 57분 간 보내오다가 마찰열과 대기압, 중력으로 신호가 끊겼다.

## 지원, 개발, 투자
- NASA
- 휴즈 항공
- JPL
- MBB
- 제네럴 일렉트릭